# Daviesia ovata
Daviesia ovata är en ärtväxtart som beskrevs av George Bentham. Daviesia ovata ingår i släktet Daviesia, och familjen ärtväxter. Inga underarter finns listade i Catalogue of Life.